# Военное кладбище (Фольяно-Редипулья)
Военное кладбище (итал. Sacrario militare di Redipuglia) — военный мемориал жертв Первой мировой войны. Расположено в Фольяно-Редипулья в Италии, в регионе Фриули-Венеция-Джулия, в провинции Гориция.
Открыто во время фашистского правления в 1938 году. Занимает площадь более 100 гектаров. Здесь покоятся останки более, чем 100 000 итальянских и австро-венгерских солдат и офицеров, погибших в битвах при Изонцо во время Первой мировой войны. 
Служит символическим памятником всем 689 000 солдатам Италии, погибшим во время Первой мировой войны. Крупнейший военный мемориал в Италии и один из крупнейших в мире.

## Галерея
- Могила Эммануила Филиберта Савойского, герцога Аостского
- Деталь ступеней
- Могила медсестры Маргариты Кайзер Пароди, единственной женщины, похороненной на военном кладбище.
- Памятник Филиппо Корридони
- Символы итальянского фашизма ступенях кладбища (удалены после войны)